# Sneeker Mixed Hockey Club
De Sneeker Mixed Hockey Club (SMHC) werd opgericht in 1926 in Sneek en werd in 1933 lid van de Nederlandse Hockey en Bandybond, nu de KNHB.
Na eerst aan de Almastraat en aan de Leeuwarderweg te hebben gespeeld verhuisde de club in 1982 naar het sportpark Tinga waar het vandaag de dag nog steeds gehuisvest is. De club heeft twee velden 1 waterveld 2022, en één semiwater veld.